# Фунгицид
Фунгицидите са специфична форма на пестициди, които контролират гъбични заболявания чрез специфично инхибиране или убиване на гъбичните причинители на болестта.

## Видове фунгициди
Фунгицидите са категоризирани по няколко начина, основаващи се на различни характеристики:
Според мобилността си в растението биват системни и контактни фунгициди:
- Системни фунгициди, наричани още проникващи. Те се абсорбират от растенията, попаднали върху листа, навлизат в неговите тъкани. Някои системни фунгициди се движат на много къси разстояния от мястото на приложение – в една петура от една повърхност към друга (локализирано системно или трансламинарно). Когато се прилагат към зоната на корените, те се абсорбират от корените и след това се пренасят нагоре през растението с листния поток.

- Контактни фунгициди, наричани още протектори. Те остават на повърхността на растенията. Много контактни фунгициди са потенциално фитотоксични (токсични за растенията) и може да увредят растението, ако се абсорбират.[2]

Защитно действие:
- Контактните фунгициди са продукти, подходящи за превантивно (профилактично) използване, тъй като работят при контакт с повърхността на растението, към който те са били приложени. Необходимо е повторно приложение на препарата, за защита на младите части на растението, поради отмиване от дъжд или разграждане от фактори на околната среда, като слънчевата светлина.

- Системните фунгициди, поради способността им да проникнат в растенията, притежават лечебна или изкореняваща активност. Това се отразява на патогена след инфекцията. Изкореняващата функция се състои в това, че даденият фунгицид не позволява на болестотворната гъба, развила се в тъканите на растението, да образува репродуктивни органи, като по този начин се ограничава нейното разпространение.[2]

## Диапазон на действие на фунгицидите
Фунгицидите могат да действат на едно място или на много места. Единично (Single-site) действащите фунгициди са активни само в една точка, в един метаболитен път на патогена или срещу един важен ензим или протеини, необходими за гъбите. Затова тези фунгициди са високоспецифични и те могат безопасно да се абсорбират в растенията, като по този начин изпълняват системни свойства. В резултат на тази специфична активност, гъбите са по-склонни да станат резистентни към фунгицида, защото една мутация в патогена обикновено позволява да се преодолее действието на фунгицида, например чрез предотвратяване свързването на активното място в гъбата. Характерно за контактните фунгициди е, че те действат на много места (multi-site), като по този начин повлияват на много гъби от различни класове.

## Начин на действие на фунгицидите
Фунгицидите убиват гъбичките, като повреждат техните клетъчни мембрани, инактивират важни ензими или протеини или чрез намеса в ключови процеси като производство на енергия или дишане. Има фунгициди, които въздействат на специфични метаболитни пътища, като например производството на стероли или хитин. Например бензимидазоловите фунгициди инхибират образуването на бета-тубулин полимери, използвани от клетките по време на ядрено делене.